# Banderes d'Àustria-Hongria

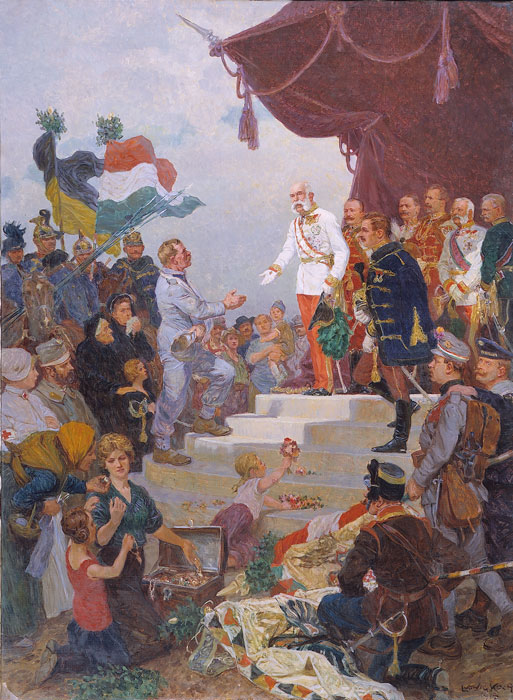
Kaisers Dank de Ludwig Koch de 1915. Són visibles diverses banderes utilitzades a Àustria-Hongria

Durant el seu temps d'existència, Àustria-Hongria no tenia una bandera comuna al ser una monarquia dual formada per dos estats sobirans. No obstant això, la bandera de la governant dinastia Habsburg s'utilitzava de vegades com a bandera nacional de facto i l’any 1869 es va introduir una insígnia civil comuna per als vaixells civils. Fins al 1918, la flota de guerra k.u.k (Kaiserlich und königlich) va continuar portant la insígnia austríaca que utilitzava des del 1786. A les funcions estatals es va utilitzar la bandera austríaca dels Habsburg i la bandera tricolor hongaresa vermella-blanca-verda.

## Banderes nacionals i estatals

Bandera de la monarquia dels Habsburg (incloent l'imperi austríac i austrohongarès), també s'utilitza per representar Cisletània

La bandera del Regne d'Hongria també representava Transleitània
Variant de la bandera del Regne d'Hongria
Bandera civil del Regne d'Hongria

Bandera del Regne de Croàcia-Eslavònia
Bandera no oficial però comuna del Regne de Croàcia-Eslavònia
Bandera civil del Regne de Croàcia-Eslavònia